# برودن (بریتانیا)
latitudeبرودن (بریتانیا)longitudeبرودن (بریتانیا)
بَرودن (به انگلیسی: Barrowden) روستایی در از شهرستان روتلند از ناحیهٔ میدلند شرقی انگلستان است.
جمعیت این روستا در سال ۲۰۰۱ میلادی ۴۲۰ نفر و بر پایهٔ سرشماری سال ۲۰۱۱ میلادی، ۵۰۶ نفر بوده‌است.

## خصوصیات
برودن ۴۲۰ نفر جمعیت دارد.